# Quy Mông
Quy Mông là một xã thuộc huyện Trấn Yên, tỉnh Yên Bái, Việt Nam.

## Địa lý
Xã Quy Mông nằm ở phía đông nam huyện Trấn Yên, có vị trí địa lý:
Xã Quy Mông có diện tích 20,21 km², dân số năm 2019 là 4.723 người, mật độ dân số đạt 260 người/km².

## Hành chính
Xã Quy Mông được chia thành 10 thôn: 8, 9, Thịnh Bình, Thịnh An, Thịnh Lợi, Thịnh Hương, Thịnh Hưng, Hợp Thành, Tân Cường, Tân Thịnh.